# Incidente del C-130 Hercules dell'Aeronautica militare norvegese del 2012
Il 15 marzo 2012, un aereo da trasporto militare C-130J Super Hercules della Royal Norwegian Air Force (norvegese: Luftforsvaret) si schiantò contro la parete occidentale del monte Kebnekaise vicino a Kiruna, in Svezia. Tutte le cinque persone a bordo rimasero uccise.

## L'aereo
Il velivolo coinvolto era un Lockheed Martin C-130J Super Hercules registrato 5630, un quadrimotore turboelica da trasporto militare. È stato l'ultimo dei quattro aerei di questo tipo acquistati dall'esercito norvegese tra il 2008 e il 2010 ed è stato chiamato Siv.

## L'equipaggio
Il comandante, Ståle Garberg, 42 anni, aveva 6 229 ore di volo, mentre il primo ufficiale, Truls Audun Ørpen, 46 anni, ne aveva 3 286. Entrambi erano considerati aviatori esperti.
Un totale di cinque persone (un equipaggio di quattro persone più un altro ufficiale) erano a bordo dell'aereo quando è precipitato. Tutti erano ufficiali della Royal Norwegian Air Force e "tra i più esperti" dell'esercito norvegese, secondo il capo delle forze armate norvegesi. I nomi dei dispersi vennero resi noti dalle forze armate il 16 marzo 2012.

## L'incidente
L'aereo partì dall'aeroporto di Evenes alle 13:40 e doveva arrivare all'aeroporto di Kiruna alle 14:30. Il velivolo stava partecipando all'esercitazione militare "Cold Response", che coinvolgeva anche forze di Germania, Gran Bretagna, Canada, Danimarca, Francia, Paesi Bassi, Svezia e Stati Uniti. Sembra che il velivolo sia volato direttamente sul bordo della parete occidentale del Kebnekaise, la montagna più alta della Svezia. Secondo un portavoce della polizia, il velivolo era probabilmente esploso dopo l'impatto, provocando una valanga. Nell'area vennero trovati resti umani.
I grafici radar mostravano che l'aereo aveva mantenuto una rotta rettilinea negli ultimi 50 km di volo fino all'impatto, in linea con la rotta pianificata. I tracciati non indicavano un volo tattico a bassa quota, anche se questo era un piano opzionale per una parte della rotta se le condizioni meteorologiche lo permettevano. Poco prima dell'incidente, i controllori di volo svedesi di Kiruna avevano autorizzato l'Hercules a scendere a 7 000 piedi (2 100 m). Questa altitudine è di soli 20 metri sopra l'altezza della cima del Kebnekaise. Le altitudini dei tracciati radar sono rimaste in possesso della commissione d'inchiesta sull'incidente e non sono state rese note.

## Le indagini
L'indagine è stata diretta dalla Swedish Accident Investigation Authority con la partecipazione dell'Accident Investigation Board norvegese. L'aereo venne considerato completamente distrutto dall'impatto e dalla successiva esplosione e il 22 marzo iniziarono le operazioni di spostamento dei detriti dalla base investigativa temporanea di Nikkaluokta, vicino al luogo dell'incidente, a un hangar dell'aeroporto di Kiruna, ma gli sforzi furono ancora ostacolati dalle condizioni meteorologiche avverse e dalla scoperta di ulteriori crepe nel ghiacciaio su cui si trovano i detriti. Nell'agosto 2012 vennero ritrovati sia il registratore vocale della cabina di pilotaggio che il registratore dei dati di volo e furono trasportati nel Regno Unito, dove gli esperti dell'Air Accidents Investigation Branch aiutarono le autorità locali a recuperare i dati dai due registratori, dato che la Svezia non aveva le competenze necessarie per gestire registratori di volo così danneggiati come quelli trovati nel relitto. Il 3 ottobre 2012, NRK riferì che i dati dei registratori di volo erano stati scaricati con successo e i risultati preliminari indicavano che il sistema di avviso del terreno era impostato per l'atterraggio, quindi non era stato dato alcun avviso prima dell'impatto.
Il rapporto finale venne rilasciato dall'Autorità svedese per le indagini sugli incidenti (Statens haverikommission) il 22 ottobre 2013 affermando che il disastro era stato causato dal fatto che l'equipaggio dell'HAZE 01 non si era accorto delle carenze nelle autorizzazioni rilasciate dai controllori del traffico aereo e dei rischi di seguire tali autorizzazioni, che avevano portato l'aeromobile a uscire dallo spazio aereo controllato e a volare a un'altitudine inferiore rispetto al terreno circostante.
Nel 2019 si appurò che l'equipaggio del volo non aveva mappe che mostrassero l'altezza della montagna Kebnekaise. La mappa che era stata loro fornita conteneva informazioni scarse o errate sul terreno in Svezia, perché l'Aeronautica Militare non disponeva di dati cartografici per la Svezia. Si trattava di informazioni che non comparivano chiaramente nel rapporto sull'incidente, ma di un'indagine interna dell'Aeronautica Militare, avviata dopo la segnalazione di un ex dipendente dell'Aeronautica nel 2017.